# Edenbridge
«Edenbridge» (с англ. — «Мост в Эдем») — австрийская группа, исполняющая симфонический пауэр-метал. Лидер группы и основной композитор — Арне «Ланвалль» Штокхаммер, бессменная вокалистка — сопрано Сабина Эдельсбахер.

## История
Группа была основана в 1998 году гитаристом и клавишником Арне Стокхаммером, выступающим под псевдонимом Ланвалль. Вокалисткой группы стала Сабина Эдельбахер, басистом — Курт Беднарски, а ударником — Роланд Навратил. С самого начала Edenbridge находились под сильным влиянием музыки группы Nightwish, а основной тематикой группы стали природа, астрономия и фантастические истории. Участники группы также являются поклонниками сериала «Звёздный путь». Обложки альбомов Edenbridge оформляет художник Маркус Майер, создающий обложки Nightwish.
Группа заключила контракт с Massacre Records и в 2000 году выпустила дебютный альбом Sunrise in Eden, и вскоре вслед за ним — Arcana (2001). В ходе тура в поддержку альбома к группе присоединился второй гитарист, Андреас Эйблар, но по окончании тура Edenbridge потеряли басиста. Беднарски успел принять участие в записи альбома Aphelion, но затем покинул группу. Во время перерыва в деятельности группы Сабина приняла участие в проекте Beto Vázquez Infinity вместе с Тарьей Турунен, Кэндис Найт и Фабио Лионе.
В 2002 году был выпущен альбом Aphelion, а новым басистом был объявлен Фран Биндиг. В его поддержку группа провела совместный тур с Sirenia, Trail of Tears и Battlelore. По мотивам тура был выпущен концертный альбом A Livetime in Eden.
Следующие два альбома Grand Design (2006) и сборник The Chronicles of Eden (2007), были последними записанными на лейбле Massacre. Успешные гастроли и отличная музыка позволили группе заключить договор с крупным лейблом Napalm Records. Этот лейбл выпустил следующие два альбома Edenbridge — MyEarthDream (2008) и концертный альбом LiveEarthDream (2009).
Новый альбом, который получил название Solitaire, вышел в июле 2010 года.
В 2012 году группа попросила фанатов помочь спонсировать записи оркестра для нового альбома. В конце 2012 года были завершены все записи оркестра и ударных. В 2013 году к группе присоединился басист Вольфганг Ротбауэр, ранее игравший в Disbelief и Zombie Inc. В июне 2013 года вышел восьмой студийный альбом The Bonding.
В ноябре 2014 года, чтобы отпраздновать свое пятнадцатилетие, группа анонсировала свой первый видеоальбом под названием A Decade and a Half ... The History So Far. Видеоальбом содержит первые записи группы, турне и студийные документальные фильмы, а также живые концерты с 1998 по 2014 год. Альбом был выпущен 8 мая 2015 года.
Девятый студийный альбом The Great Momentum был выпущен 17 февраля 2017 года. Пластинка вобрала в себя все фирменные черты звучания группы, начиная с мелодично-наивного раннего этапа и заканчивая более серьезным, эзотерическим поздним периодом, выдерживая золотую середину.

## Состав

### Современный состав
- Сабина Эдельсбахер — вокал (с 1998)
- Ланвалль — гитара, клавишные, фортепиано, акустическая гитара, бас, бузуки (с 1998)
- Доминик Себастиан — гитара (с 2009)
- Иоганнес Юнграйтмайер — ударные (с 2016)

### Бывшие участники
- Георг Эдельманн — гитара (2000—2001)
- Андреас Айблер — гитара (2001—2004)
- Мартин Майер — гитара (2005—2006)
- Роберт Шоенлейтнер — гитара (2006—2008)
- Курт Беднарски — бас-гитара (1998—2002)
- Франк Биндиг — бас-гитара (2004—2008)
- Симон Хольцкнехт — бас-гитара (2009—2010)
- Роланд Навратил — ударные (1998—2007)
- Себастьян Лансер — ударные (2007—2008)
- Макс Пойнтнер — ударные (2008—2016)
- Вольфганг Ротбауэр – бас-гитара (2013—2016)

### Приглашённые музыканты
- Astrid Stockhammer — скрипка, бэк-вокал (в 2000)
- Gandalf — ситар (в 2000)
- DC Cooper — вокал (в 2003)
- Stefan Model — бас-гитара (в 2003)
- Dennis Ward — вокал (в 2004)
- Robby Valentine — вокал (в 2009)

## Дискография
- Sunrise in Eden (2000)
- Arcana (2001)
- Aphelion (2002)
- Shine (2004)
- The Grand Design (2006)
- MyEarthDream (2008)
- Solitaire (2010)
- The Bonding (2013)
- The Great Momentum (2017)
- Dynamind (2019)
- Shangri-La (2022)